# Tomás Pina
Tomás Pina Isla (Villarta de San Juan, Ciudad Real; 14 de octubre de 1987) es un ex- futbolista español. Juega de centrocampista y actualmente juega en el Real Murcia C. F. de la Primera Federación.

## Trayectoria
Natural de Villarta de San Juan (Ciudad Real), antes de firmar por el filial del RCD Mallorca, pasó por Gimnástico de Alcázar y Parla Escuela en juveniles y por CD Móstoles de 3a división, al tiempo que lo alternaba con la carrera de Periodismo en la Universidad Complutense de Madrid.
El 31 de enero de 2010, hace su debut con el Real Club Deportivo Mallorca en la Primera División Española, en un encuentro frente al Xerez CD que acabaría con derrota por dos goles a uno. 
En la temporada 2010-11 alterna participaciones con el filial en el Grupo III de la Segunda División B de España y disputa 9 partidos con el primer equipo en Primera División.
En la penúltima jornada de liga de la Temporada 2011/12, logró su primer gol en la Primera División Española contra el Levante UD tras un centro que golpea desde la frontal del área. En dicha temporada sería a todos los efectos jugador del primer equipo, con el que disputa 31 partidos.
Después de 5 temporadas en el Real Club Deportivo Mallorca, dos de ellas en el filial y las tres restantes en el primer equipo, el 5 de julio de 2013, cierra su fichaje al Villarreal CF junto con Giovani dos Santos por alrededor de 10 millones de Euros y firma por cinco temporadas. Tras su gran actuación en el Trofeo de la Cerámica Mahou 5 Estrellas en el cual el Villarreal CF ganó 2-0 a la ACF Fiorentina fue nombrado mejor jugador del partido.
Tras 3 temporadas en el Villarreal CF, en junio de 2016 es traspasado por unos 3,5 millones de Euros al Club Brujas, por entonces campeón de la Superliga Belga y participante en UEFA Champions League.
Después de una temporada en Bélgica, regresa a España en calidad de cedido para jugar en el Deportivo Alavés, con una opción de compra a efectuar a final de la temporada, que finalmente se hace efectiva debido a su rendimiento.
En la temporada 2018-19, firma en propiedad por el Deportivo Alavés, con el que jugaría durante 4 temporadas más en la Primera División de España.
El 3 de agosto de 2022, firma por el Henan Songshan Longmen de la Super Liga China, dirigido por el técnico español Javier Pereira Megía.
El 30 de agosto de 2023, firma por el Real Murcia C. F. de la Primera Federación.

## Clubes
| Club                           | País    | Temporada   | Encuentros disputados | Goles |
| ------------------------------ | ------- | ----------- | --------------------- | ----- |
| C.D. Móstoles                  | España  | 2007 - 2008 | 34                    | 0     |
| Real Club Deportivo Mallorca B | España  | 2008-2010   | 72                    | 3     |
| Real Club Deportivo Mallorca   | España  | 2010 - 2013 | 82                    | 1     |
| Villarreal CF                  | España  | 2013 - 2016 | 114                   | 4     |
| Club Brugge KV                 | Bélgica | 2016 - 2017 | 15                    | 1     |
| Deportivo Alavés               | España  | 2017 - 2022 | 145                   | 5     |
| Henan Songshan Longmen         | China   | 2022 - 2023 |                       |       |
| Real Murcia C. F.              | España  | 2023-       |                       |       |

## Palmarés

### Campeonatos nacionales
| Título               | Club           | País    | Año  |
| -------------------- | -------------- | ------- | ---- |
| Supercopa de Bélgica | Club Brugge KV | Bélgica | 2016 |

## Curiosidades
En su municipio Villarta de San Juan todos los años se celebra un torneo por Navidad en su honor, ya que es el primer habitante del pueblo en jugar en Primera División. El mismo se encarga de la entrega de premios.